# Lira da Braccio

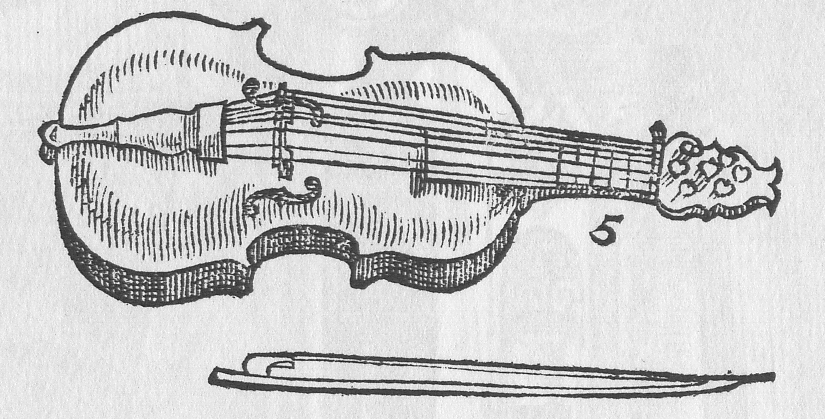
Lira da Braccio

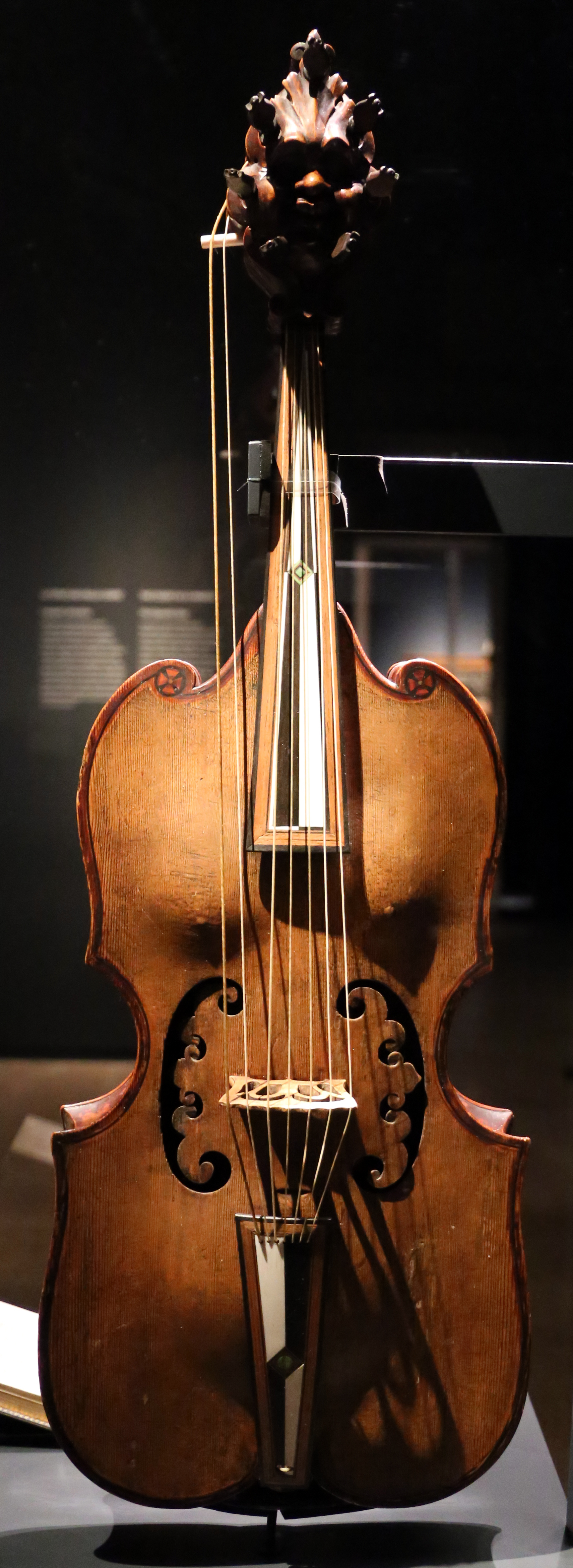
Vorderseite der Lira da Braccio von Giovanni d' Andrea (1511)

Die Lira da Braccio (italienisch, etwa „Armlyra“), auch Lyra da braccio, ist der Grundtyp einer Familie von Streichinstrumenten der Renaissance.

## Beschreibung
Wie die Viola da braccio hat auch die Lira da Braccio ihre Ursprünge in der mittelalterlichen Fiedel. Die Lira wurde sowohl im Ensemble als auch zur Begleitung des Sologesangs gebraucht. Ihre Saiten befinden sich teils über dem Griffbrett und zum Teil neben diesem als so genannte Bordunsaiten, meist deren zwei. Die in der Regel sieben Griffsaiten laufen über einen flachen Steg, der mehrstimmiges Spiel erlaubt. 
Es gibt verschiedene Größen und Stimmungen der Lira, so auch als Tenorinstrument. Eine im 17. Jahrhundert übliche Stimmung war G-g-d-a-d′, wozu als tiefer Bordunchor D-d treten konnte. Als größte Variante existiert die Lira da Gamba, das Bassinstrument der Familie.
Erhaltene historische Exemplare der Lira befinden sich heute in Museen und Sammlungen. Das Kunsthistorische Museum Wien besitzt ein am Anfang des 16. Jahrhunderts von Giovanni d' Andrea gebautes Instrument.